# Torrontés

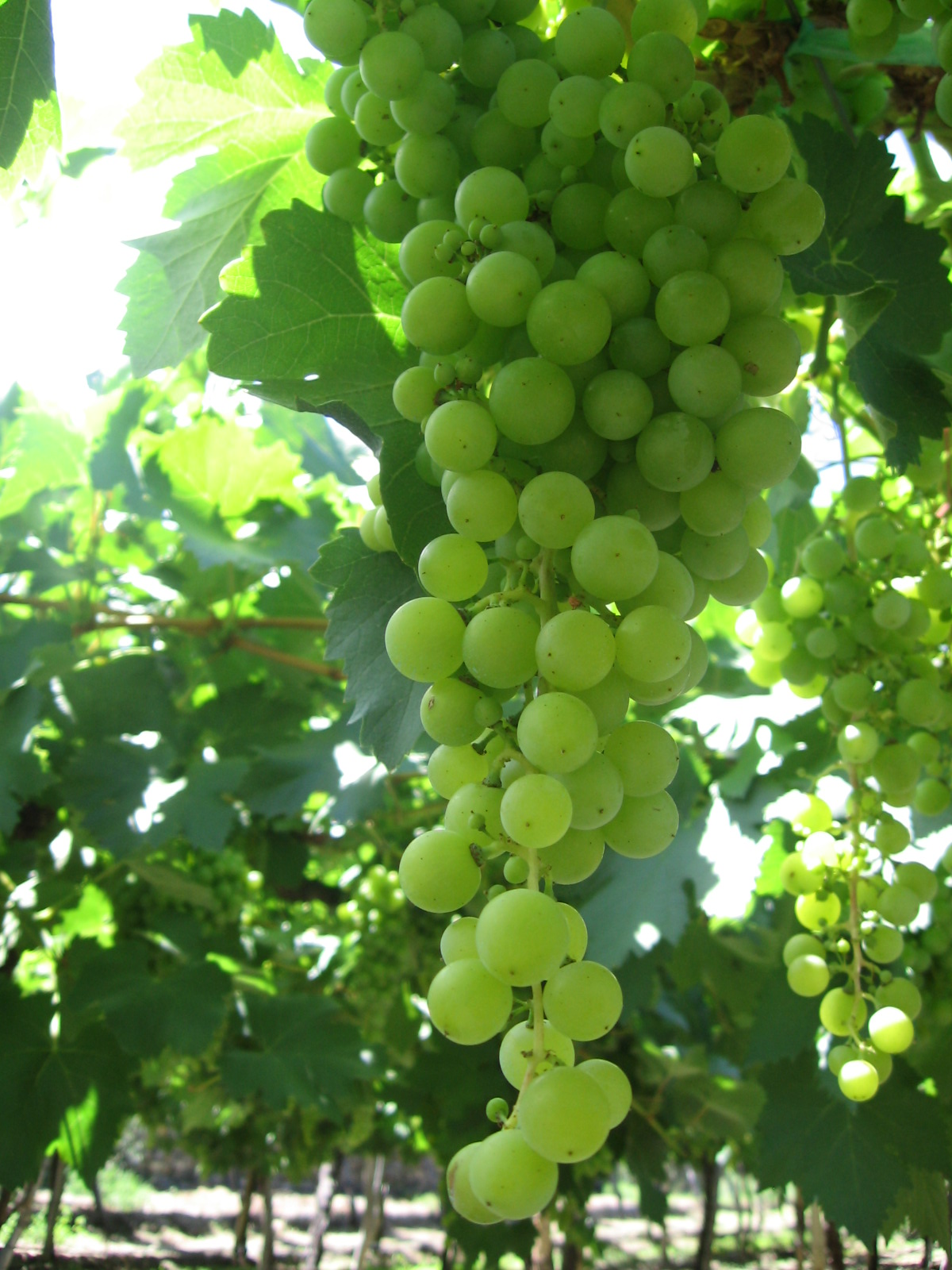
Druivenras Torrontés

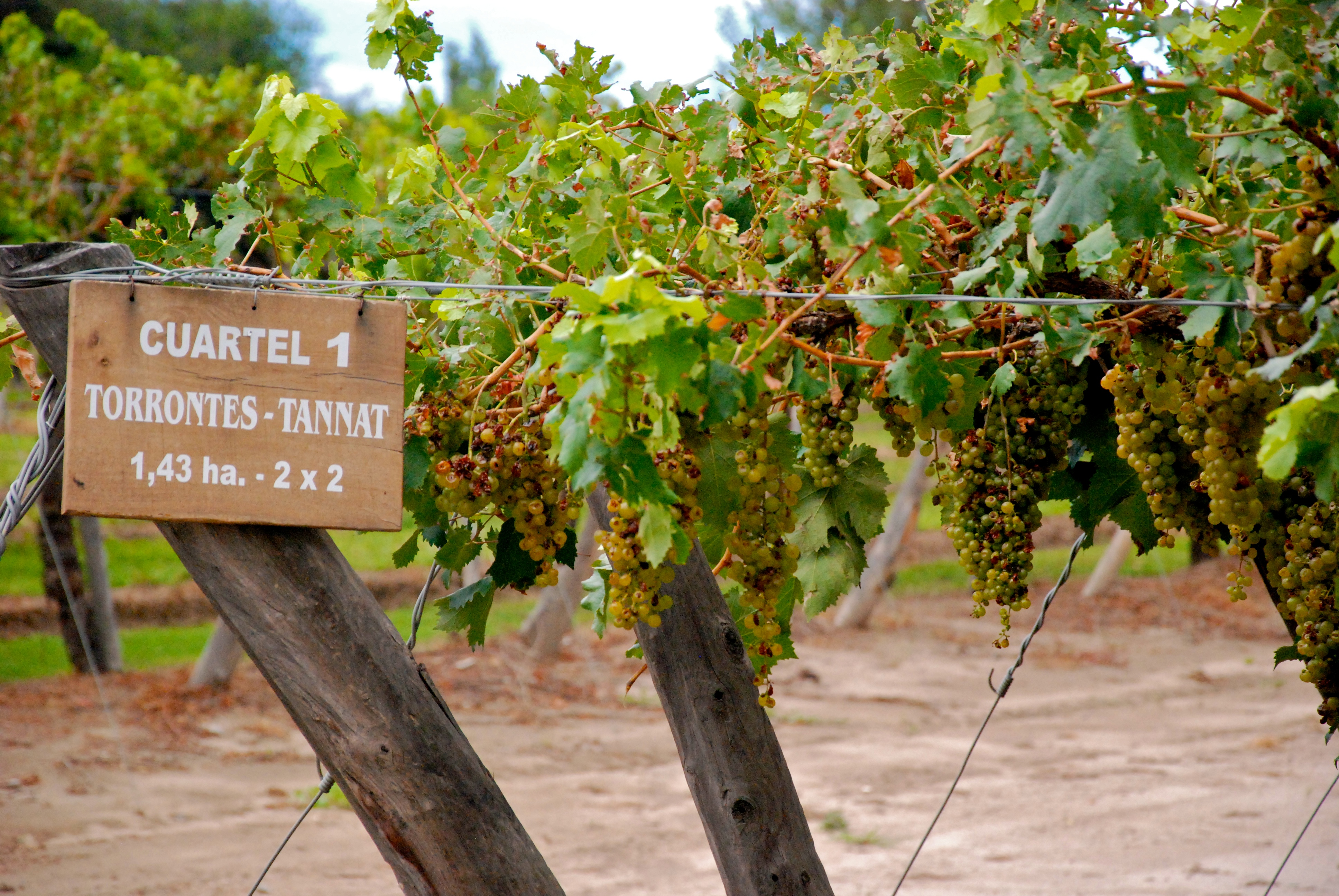
Torrontés in Cafayate (Argentinië)

Torrontés is een wit druivenras uit Argentinië. Genetisch gezien stamt deze druif af van de Criolla Chica en de Muscat of Alexandria. Er is geen enkele relatie met het Spaanse druivenras met dezelfde naam. Synoniemen zijn: Chichera, Loca Blanca, Malvasia, Moscatel Romano, Moscatel Sanjuanino, Palet, Torrontel, Torrontel Riojana en Uva Chichera.

## Kenmerken
Het belangrijkste is het muskaatachtige aroma, met geuren van jasmijn, rozen en geraniums. Goed herkenbaar zijn de tonen van citrus, grapefruit en perzik. Het zuurgehalte is redelijk hoog, waardoor de wijn fris is en het best gedronken kan worden binnen één, hooguit twee jaar na de oogst. Langer bewaren heeft geen zin, want de frisse, fruitige tonen worden allengs minder. 

## Gebieden
Het meest aromatisch zijn de wijnen van de druiven uit de provincie La Rioja, namelijk de Torrontés Riojana. Veel minder aromatisch en ook minder verbouwd is de Torrontés Sanjuanino uit de provincie San Juan. Ten slotte komt de soort veel verder zuidelijk voor in de richting van Patagonië in de provincie Rio Negro en heet Torrontés Mendocino. In de regio Cafayate groeien de wijnstokken op een hoogte van 2300 meter.